# 吉持章
吉持 章（よしもち あきら、旧姓：鈴木、1936年 - 2019）は、スウェーデン同盟キリスト教団(いのちのことば社-伝道グループの正式法人名称)の代表役員。
夫人と神学生時代に結婚し、夫人の姓になる。義父は吉持久雄できよめ教会の出身。戦前はハルピン教会で活躍した。　2019年6月14日朝、召天。
長女は牧師夫人、長男厳信は外科医。
次男日輪生(ひわお)は大阪の茨木聖書教会の牧師である。
浜名湖にある、浜名湖バイブルキャンプ場は、吉持が建設に携わっている。

## 経歴
- 1936年 愛知県に生まれる
- 1953年 岡崎城の本丸跡での天幕集会で入信
- 1959年 日本クリスチャン・カレッジ（現、東京基督教大学）を卒業。（1期生）
- 1959年 岡崎愛宕山教会に赴任
- 1963年 浜松中沢教会に赴任
- 1975年 大阪の茨木聖書教会に赴任
- 1981年 東京基督教大学4代目学長倉沢正則が茨木教会の吉持の元に赴任する。
- 1987年 学校法人東京キリスト教学園理事長・学園長に就任する。
- 1989年 千葉県流山市に平和台恵教会の開拓を始める。
- 1996年 バイオラ大学より名誉神学博士号を授与
- 1989年 宗教法人日本同盟基督教団理事長
- 1998年より2年間 日本福音同盟理事長を勤める。
- 2011年 千葉県館山教会へ転任。
- 2016年3月 退職。
- 2019年6月14日朝、召天

## 著書
- 「あすは明日に」ニューライフ出版社,ISBN 4822501221
- 「天使の腰掛け」
- 「全き安らぎ」ニューライフ出版社,1991年
- 「用いられる教会役員・リーダーの20ポイント」いのちのことば社 1993年 ISBN 4264013879
- 「旅人の歌 : 恵みの霊想」いのちのことば社 1995年 ISBN 4264015170